# Lieuvin
Le Lieuvin est une région naturelle située dans l'ouest du département de l'Eure. Il correspond, en partie seulement, à l'ancien territoire des Lexoviens dont elle a conservé le nom. À l'origine, le Lieuvin s'étendait de la vallée de la Risle à la vallée de la Touques. Il comprenait, ainsi, les villes de Lisieux, Cormeilles et Honfleur, qui ont été, depuis, intégrées au pays d'Auge. Lisieux en était, alors, la capitale.

## Géographie

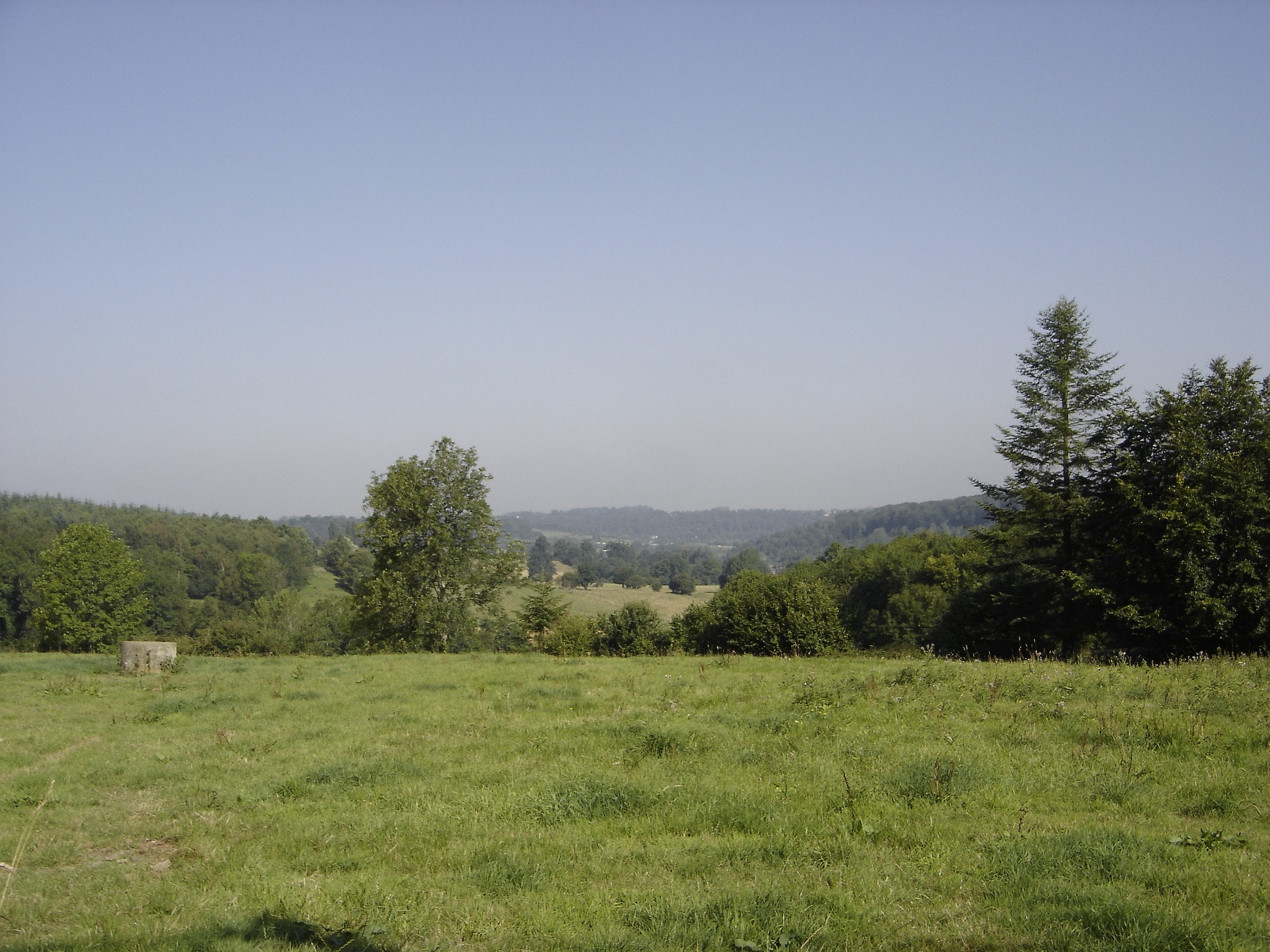
Paysage du Lieuvin près de Triqueville.

C'est un plateau bocager qui est limité au nord par l'estuaire de la Seine, à l'est par la vallée de la Risle, au sud par celle de la Charentonne. À l'ouest, il jouxte le pays d'Auge qui correspond au bassin versant de la Touques. Sa superficie est d'environ 790 km2 et son altitude moyenne de 150 m.
Le Lieuvin constitue une terre de transition entre, d'un côté, les plaines des plateaux du Neubourg et le bocage très dense du Pays d'Auge. Ainsi, aujourd'hui le paysage est composé de grandes étendues de cultures, principalement céréalières, et de prairies et herbages entourés de ceinture végétale.
Le Lieuvin demeure une des seules régions normandes (avec le Bocage normand et le Pays d'Auge) où subsistent encore fortement les vergers haute-tige (ou pré-vergers) de pommiers - on parle aussi de « cours plantées ». Le maintien de cette culture a un impact indéniable sur le paysage.
Outre la Charentonne, la Risle et la Calonne, qui délimitent le Lieuvin, les cours d'eau sont assez nombreux, surtout dans la partie nord : le Cosnier, le ruisseau de Fontaine-la-Soret, le ruisseau des fontaines, le ruisseau de la croix blanche, la Freneuse, le Torrent de l'Authou, le Saint-Christophe, la Véronne, le Sébec, la Tourville, le doult Vitran, la rivière d'Angerville, le ruisseau du val Jouen, la Corbie, le ruisseau des Godeliers, le ruisseau de Foulbec, le douet Tourtelle, etc.
Par ailleurs, le Lieuvin comprend des « dours », c'est-à-dire des cours d'eau occasionnels qui ne coulent qu'en période de fortes précipitations. Constituant en temps normal des vallées sèches, ces dours récoltent les eaux venant des plateaux alentour et se transforment, alors, en ruisseau, voire, parfois, en torrent.
Le Lieuvin se situe à cheval sur les cantons de Bernay est et ouest, Beuzeville, Brionne et de Pont-Audemer.

## Histoire
Le Maquis Surcouf, un important mouvement de la Résistance normande durant la Seconde Guerre mondiale, était établi dans le Lieuvin, principalement dans la région du Vièvre. À l'entrée du village de Saint-Étienne-l'Allier, un monument, inauguré en 1948, rend hommage aux résistants du Maquis Surcouf.
Le Lieuvin est une région où les toits de chaume et les colombages ont été préservés.

## Toponymie
Le Lieuvin tire son nom des Lexovii, peuple gaulois qui l'a habité.
Quelques toponymes de communes font référence à leur localisation dans le Lieuvin : Heudreville-en-Lieuvin, Épreville-en-Lieuvin, etc. Depuis 1935, une voie de Paris est nommée rue du Lieuvin.

## Économie
L'économie du Lieuvin est essentiellement agricole (élevage des bovins, cultures diverses).
Sa situation favorable près de la côte normande (Honfleur, Deauville, etc.) et une bonne desserte par les transports (lignes SNCF Paris-Caen-Cherbourg et Rouen-Serquigny, passage de l'autoroute A13 et A28, proximité des ponts de Normandie et de Tancarville et de l'aéroport de Deauville-Normandie) font que les résidences secondaires y sont nombreuses, surtout dans la partie nord.
Les plus gros bourgs sont Bernay, Beuzeville, Brionne, Lieurey, Pont-Audemer et Thiberville.
Une intercommunalité de 51 communes porte le nom de communauté de communes Lieuvin Pays d'Auge.

## Patrimoine

### Militaire
Châteaux
- Château de Brionne  Inscrit MH (1925) [6]

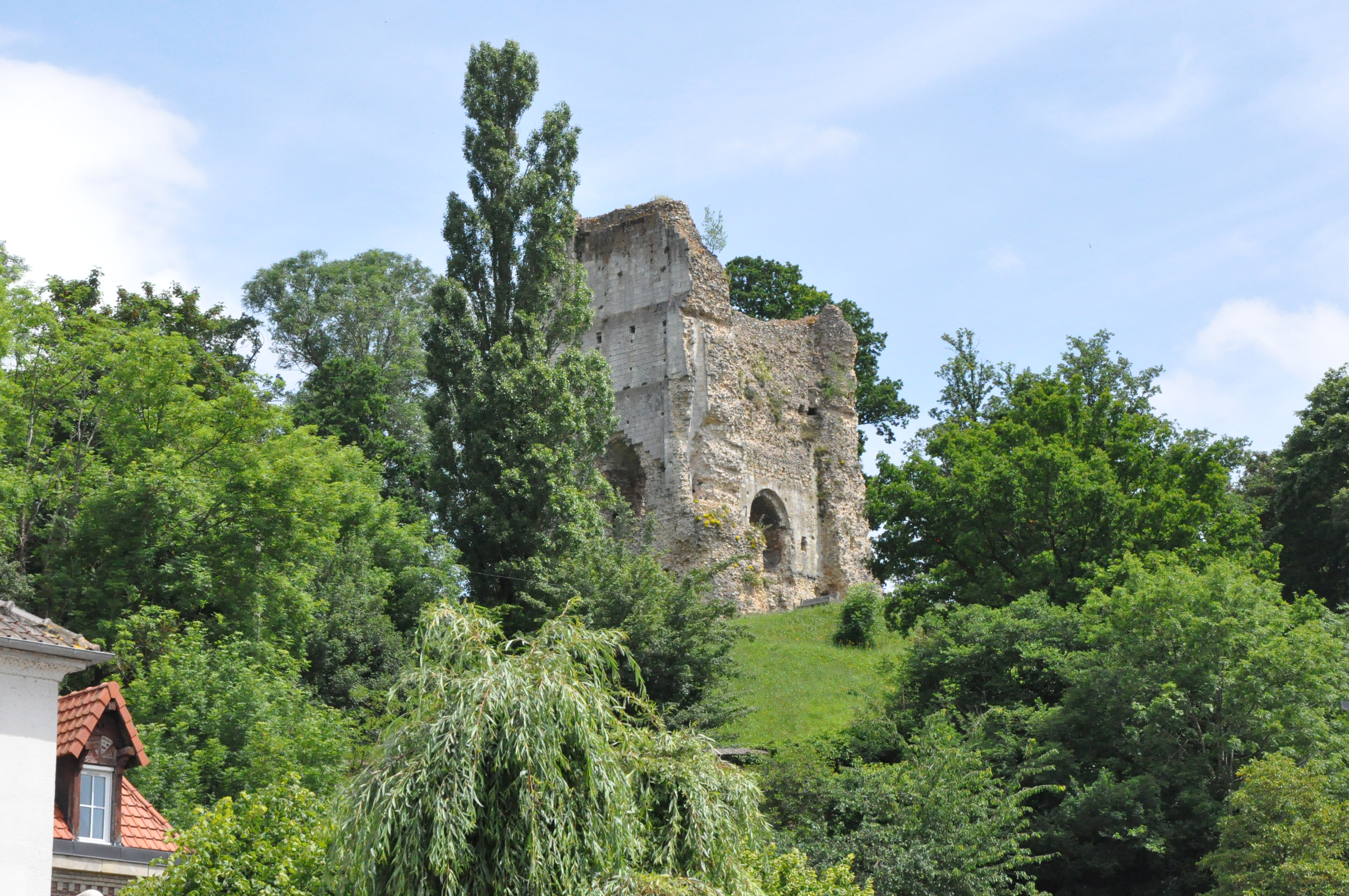
Donjon de Brionne.

- Ancien château du Bosc-Henry à Drucourt (XVII et XVIIIe)  Inscrit MH (1954) [7]
- Château de Fontaine-la-Soret  Inscrit MH (1986) [8]
- Château de Livet-sur-Authou
- Château médiéval de Montfort-sur-Risle  Inscrit MH (1937) [9]
- Petit château de Plasnes (XVIIIe)  Inscrit MH (1996) [10]
- Château de Launay à Saint-Georges-du-Vièvre (XVIe)  Classé MH (1964) [11]Manoir de la Fortière.

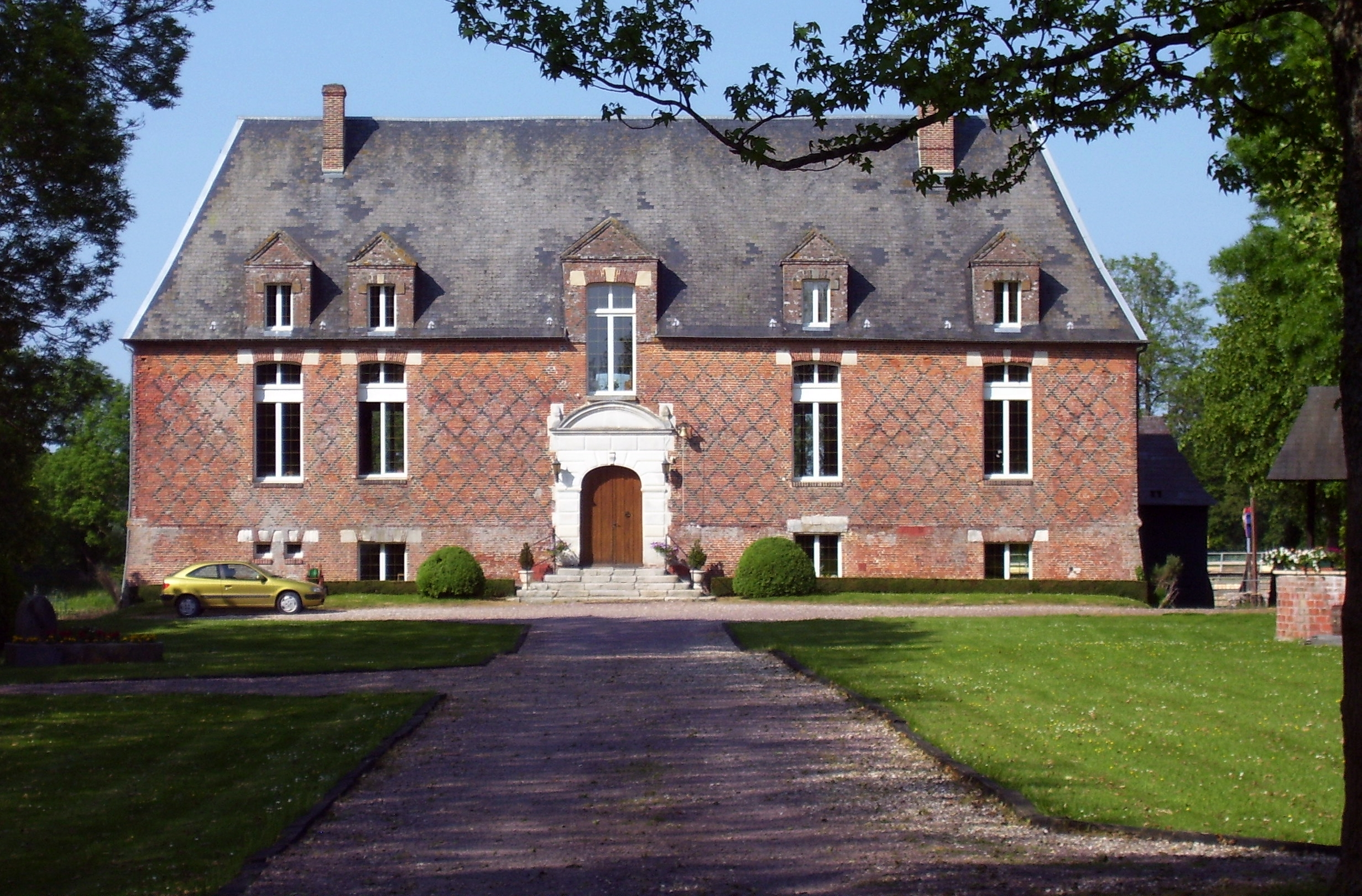
Manoir de la Fortière.

- Château de Saint-Maclou (XVIIe)  Inscrit MH (1977) [12]
- Château de Saint-Pierre-de-Salerne
- Grand château de Serquigny (XVIIe)  Inscrit MH (1951) [13]

 Manoirs
- Manoir de la Haule à Aclou (XIVe)  Inscrit MH (2011) [14]
- Manoir de Barville  Inscrit MH (1933) [15]
- Manoir de Berville-sur-Mer (XVIIIe)  Inscrit MH (1971) [16]
- Manoir de la Fortière à Épreville-en-Lieuvin (XVIe)  Inscrit MH (2006) [17]

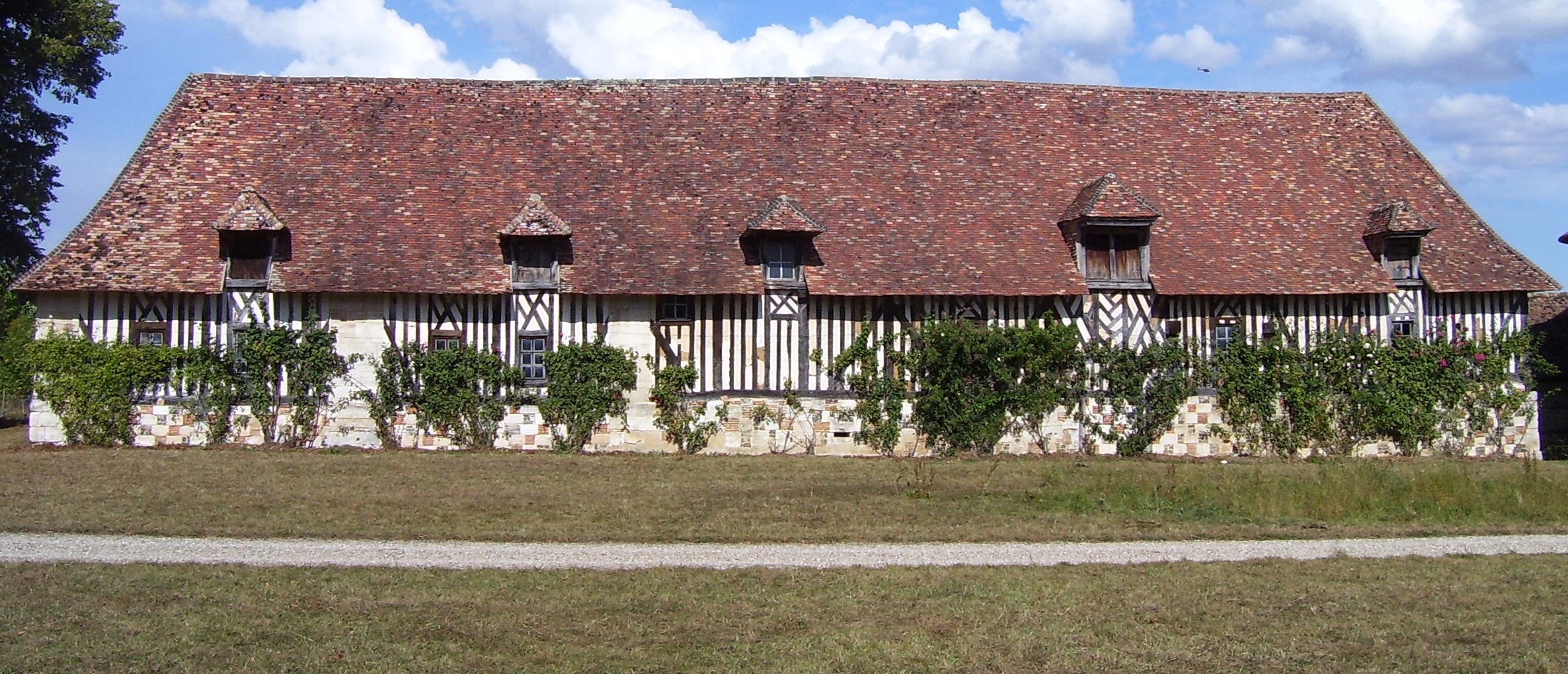
Annexe au château de Launay de Saint-Georges-du-Vièvre.

- Annexe au château de Launay de Saint-Georges-du-Vièvre.Manoir de Glos-sur-Risle (XIIIe)  Inscrit MH (1999) [18]
- Manoir du Vièvre à Saint-Étienne-l'Allier (XVIe)  Inscrit MH (1994) [19]
- Manoir de la Fromentière à Saint-Mards-de-Fresne (XVIIIe)  Inscrit MH (1976) [20]
- Manoir de la Motte à Saint-Mards-de-Fresne (XVe)  Inscrit MH (2004) [21]
- Manoir de Tinnetot à Saint-Samson-de-la-Roque (XVIIIe) [22]

### Religieux
Abbayes
- Ancienne abbaye Notre-Dame de Bernay (XIe)  Inscrit MH (1862) [23]Église de Brétigny.

Églises

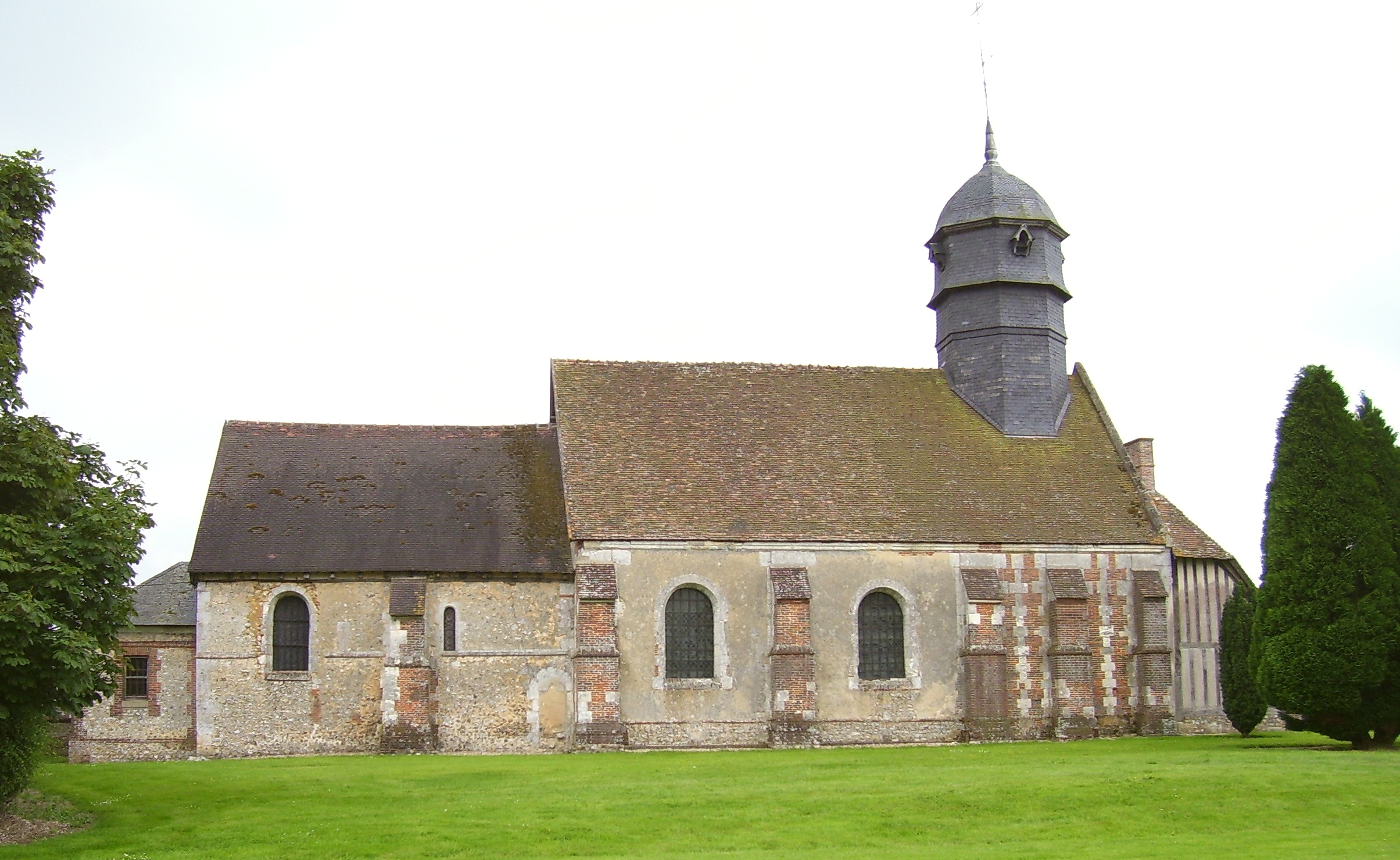
Église de Brétigny.

- Église Sainte-Croix de Bernay (XVe)  Inscrit MH (1927) [24]
- Église Notre-Dame-de-la-Couture de Bernay (XVe)  Inscrit MH (1906) [25]
- Église de Berville-sur-Mer (XIIIe)  Inscrit MH (1928) [26]
- Église de Boisney  Classé MH (1862) [27]
- Église Saint-Cyr et Sainte-Julitte de Brétigny  Inscrit MH (1996) [28]
- Église de Drucourt  Inscrit MH (1954) [29]Rébus de l'église de Saint-Grégoire-du-Vièvre.
- Église de Duranville  Inscrit MH (1937) [30]
- Église d'Épreville-en-Lieuvin (XIVe)  Inscrit MH (1954) [31]

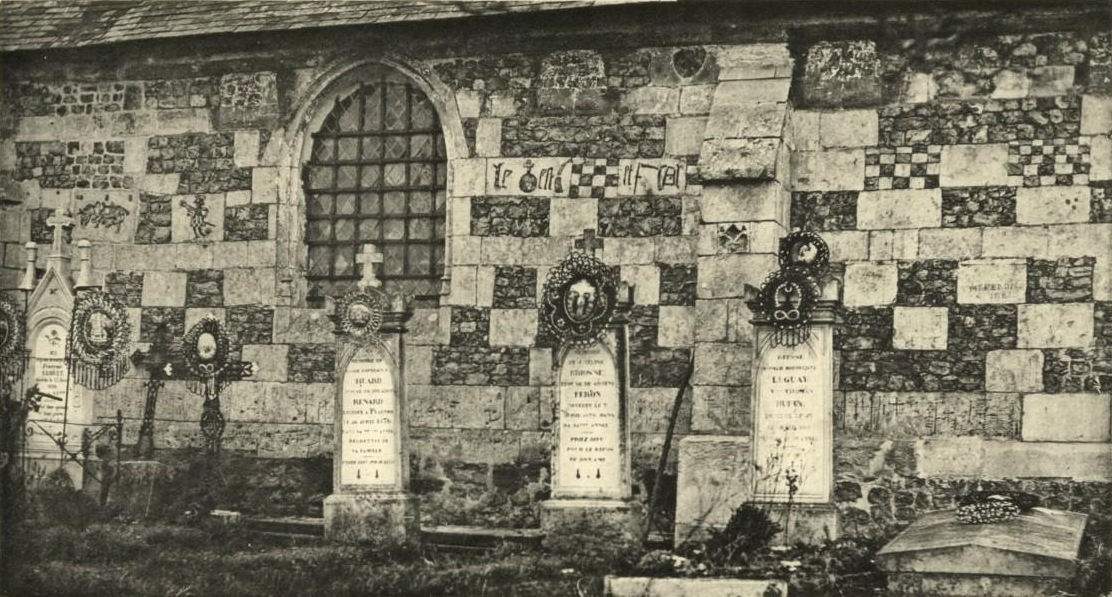
Rébus de l'église de Saint-Grégoire-du-Vièvre.

- Église Sainte-Geneviève du Favril (XIIe)  Inscrit MH (1961) [32]

- Église Saint-Martin de Fontaine-la-Soret  Classé MH (1846) [33]
- Église de Foulbec (XIIe)  Inscrit MH (1927) [34]
- Église Saint-Pierre de Martainville (XIIe)  Inscrit MH (2013) [35]
- Église de Menneval (XIIIe)  Inscrit MH (1927) [36]
- Église de Noards (XIIe)  Inscrit MH (1954) [37]Chapelle Saint-Firmin.

- Église de Plainville (XVIe)  Classé MH (1886) [38]
- Église de Plasnes (XVIe)  Inscrit MH (1961) [39]

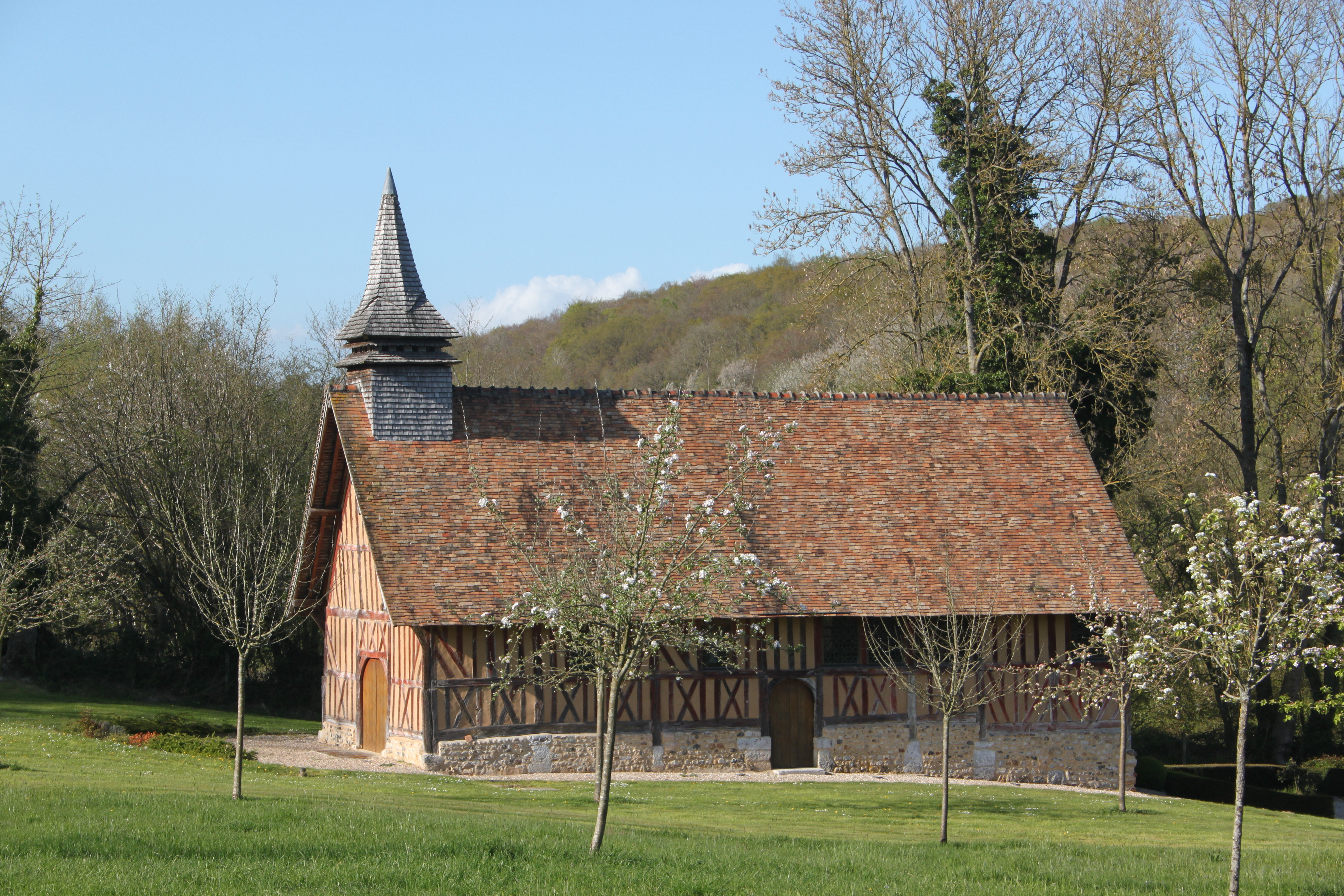
Chapelle Saint-Firmin.

- Église Saint-Ouen de Pont-Audemer (XIIe)  Classé MH (1909) [40]
- Église de Saint-Benoît-des-Ombres (XVe)  Inscrit MH (1974) [41]
- Église de Saint-Cyr-de-Salerne (XVe)  Inscrit MH (1961) [42]
- Église paroissiale Saint-Étienne de Saint-Étienne-l'Allier (XIIe)  Inscrit MH (1996) [43]
- Église Saint-Germain de Saint-Germain-Village  Classé MH (1886) [44]
- Église Saint-Grégoire de Saint-Grégoire-du-Vièvre  (XIIIe)  Inscrit MH (2008) [45]
- Église de Saint-Maclou (XIe)  Inscrit MH (1953) [46]Ancien prieuré de Saint-Philbert-sur-Risle.

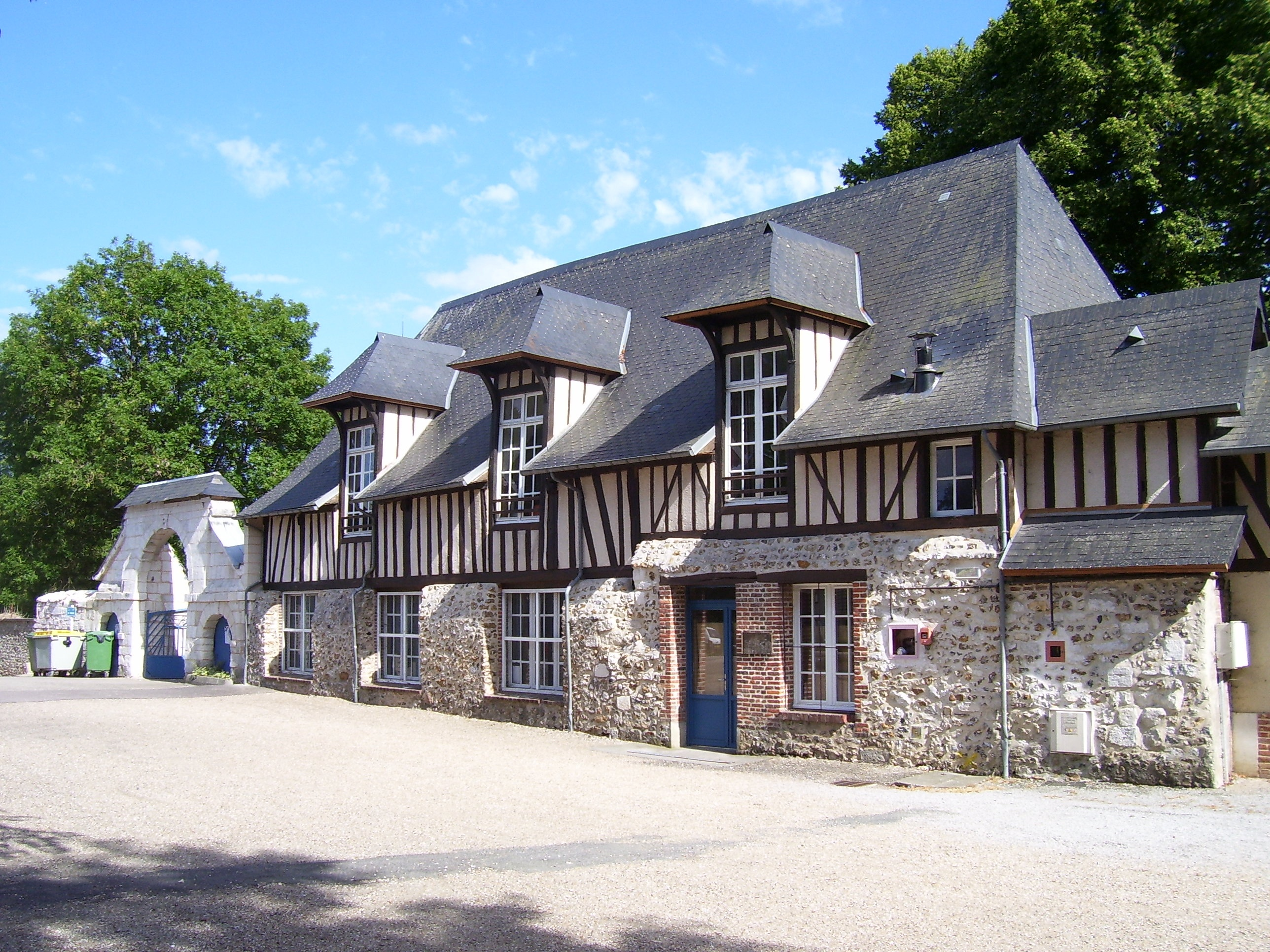
Ancien prieuré de Saint-Philbert-sur-Risle.

- Église Saint-Pierre de Saint-Léger-de-Rôtes (XIe)  Inscrit MH (1993) [47]
- Église Saint-Léger de Saint-Léger-de-Rôtes (XIXe)  Inscrit MH (1993) [48]
- Église Saint-Victor de Saint-Victor-de-Chrétienville (XIe)  Inscrit MH (1993) [49]
- Église de Serquigny  Classé MH (1862) [50]
- Église de Selles (XIIIe)  Inscrit MH (1961) [51]

Prieuré
- Ancien prieuré de Saint-Philbert-sur-Risle  Classé MH (1896),  Inscrit MH (1997) [52]

Chapelles
- Chapelle Saint-Firmin à Saint-Martin-Saint-Firmin  Inscrit MH (1994) [53]Mairie de Saint-Sulpice-de-Grimbouville.

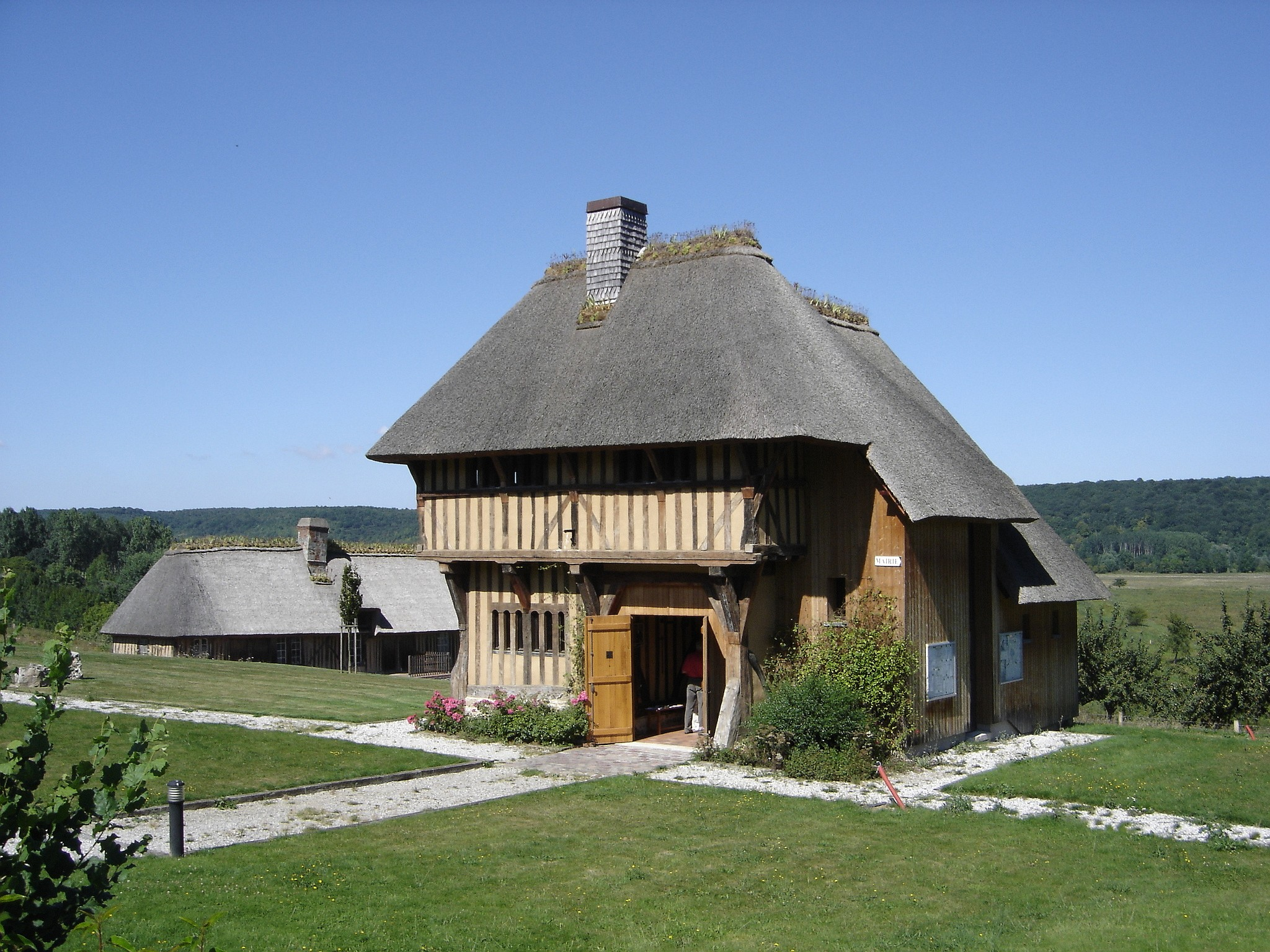
Mairie de Saint-Sulpice-de-Grimbouville.

- Chapelle Saint-Eloi à Fontaine-la-Soret (XIe)  Inscrit MH (1936) [54]

### Civil
Maison
- Maison médiévale de Saint-Sulpice-de-Grimbouville (mairie)
- Demeure dite château Lécuyer à Thiberville (XIXe)  Inscrit MH (1999) [55]

Phare
- Phare de La Roque à Saint-Samson-de-la-Roque (XIXe)  Inscrit MH (2001) [56]

### Mégalithe
- Menhir du Croc à Serquigny (néolithique récent)  Inscrit MH (1991) [57]

## Patrimoine naturel et environnement

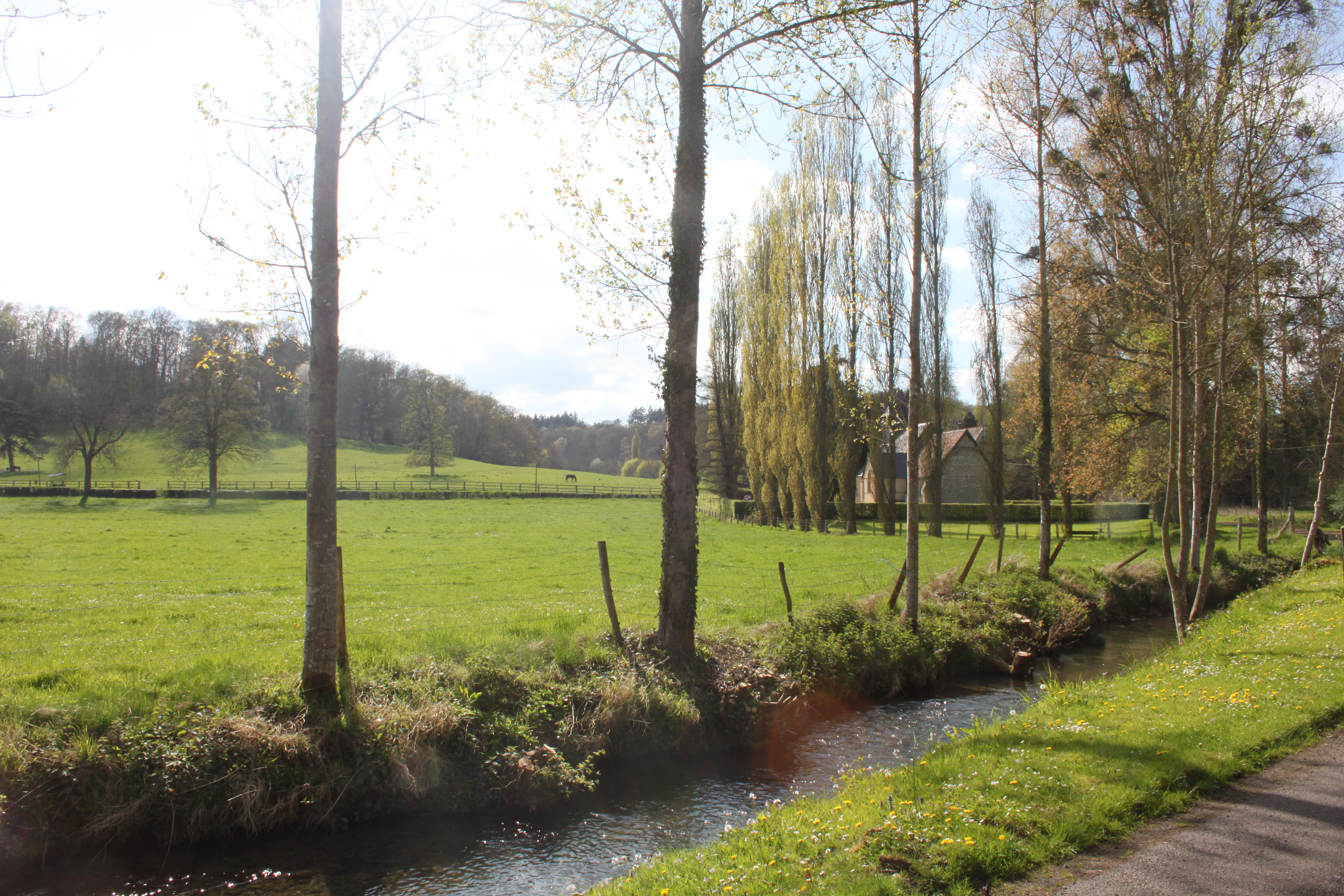
Vallon de l'Authou à Livet-sur-Authou.

### Natura 2000
- Site Natura 2000 "Risle, Guiel, Charentonne".

### Sites classés
Parmi les sites classés du Lieuvin, nombreux sont ceux qui se situent au cœur des vallées et vallons parcourant ce territoire :
- Vallée de la Risle à Freneuse-sur-Risle, Glos-sur-Risle, Montfort-sur-Risle, Pont-Authou et Saint-Philbert-sur-Risle.
- Vallée de la Morelle : Beuzeville.
- Vallon de l'Authou : Freneuse-sur-Risle, Livet-sur-Authou, Saint-Grégoire-du-Vièvre.

Sont également classés : 
- le village de Livet-sur-Authou et ses abords.
- les abords du Château de Launay à Saint-Georges-du-Vièvre.
- la chapelle Saint-Firmin et sa cour plantée de pommiers à Saint-Martin-Saint-Firmin.

## Gastronomie
- Le mirliton de Pont-Audemer : spécialité de Pont-Audemer. Il s'agit d'une pâtisserie constituée d'une pâte à cigarette roulée, garnie d'une mousse pralinée et fermée aux deux extrémités par du chocolat noir. Le mirliton a été créé par Guillaume Tirel, dit Taillevent[58].
- Le Pavé du Plessis : fromage de lait cru de vache produit par la Fromagerie du Plessis, propriété de la famille d'industriels laitiers Graindorge.
- Glaces artisanales de la Ferme du Bois Louvet à Saint-Jean-de-la-Léqueraye.

## Événements
- La Foire aux harengs de Lieurey.
- La course de moissonneuses batteuses à Heudreville-en-Lieuvin.
- Les tracteurs-pulling à Bernay.

## Pour approfondir